# Balkonscène

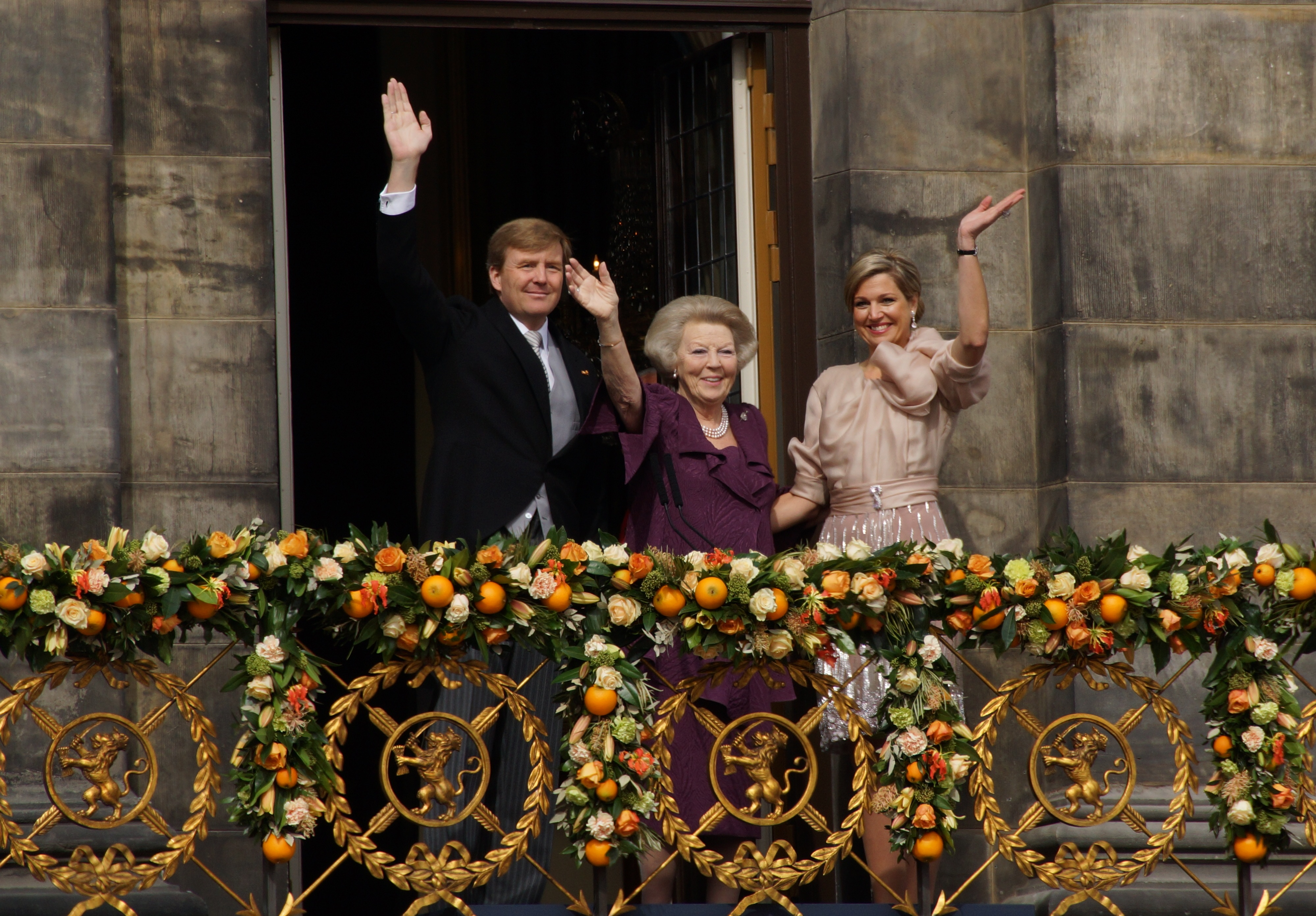
Koning Willem-Alexander, prinses Beatrix en koningin Máxima op het balkon van Paleis op de Dam, op de dag van de troonswisseling in 2013

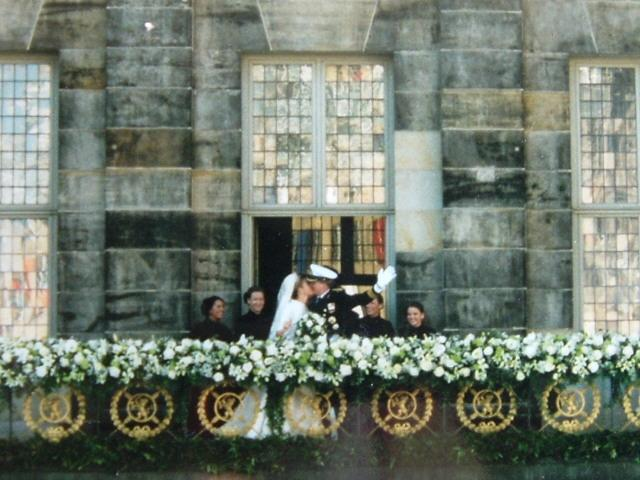
De prins van Oranje en prinses Máxima tijdens de balkonscène na hun huwelijk

Met balkonscène wordt in Nederland die gebeurtenis aangeduid waarbij de koninklijke familie zich op het balkon van een paleis begeeft om daar de huldeblijken van het publiek in ontvangst te nemen. De traditie wil dat er altijd een balkonscène is op Prinsjesdag, wanneer de leden van het koninklijk huis, nadat de koning of koningin in de Ridderzaal de troonrede heeft voorgelezen, verschijnen op het balkon van Paleis Noordeinde. Het toegestroomd publiek zwaait naar de vorst en zijn familie. Vaak wordt door een deel van het publiek hierbij het Oranje boven aangeheven. Deze balkonscène duurt ongeveer vijf minuten. Balkonoptredens van vorstelijke families komen ook in andere landen voor, bijvorbeeld in het Verenigd Koninkrijk, waar de koninklijke familie van dat land verschijnt op het balkon van Buckingham Palace na de ceremonie van Trooping the Colour.
Vaak vormt de balkonscène ook het sluitstuk van koninklijke bruiloften. Na de plechtigheden verschijnt dan het jonge paar op het balkon van een paleis om daar de gelukwensen van de bevolking in ontvangst te nemen. Sinds het huwelijk van de Britse kroonprins Charles met Lady Diana verwacht het publiek dat het bruidspaar elkaar op het balkon kust. Aan deze verwachtingen voldeden ook de toenmalige Nederlandse kroonprins Willem Alexander en Máxima Zorreguieta door elkaar op het balkon van het Amsterdamse Paleis op de Dam zelfs vijf maal te kussen.
Inmiddels is het ook gebruikelijk dat na de ceremonie van een troonswisseling een balkonscène plaatsvindt vanaf het balkon van het Koninklijk Paleis Amsterdam. Na de ondertekening van de akte van abdicatie deelt de koning zijn aftreden mee aan het verzamelde volk op de Dam en stelt hij zijn opvolger voor. De nieuwe koning spreekt eveneens de menigte toe. Na de uitvoering van het Wilhelmus verlaat de afgetreden koning het balkon en voegen de kinderen van de koning zich bij hun ouders. Deze balkonscène heeft plaatsgevonden bij de troonswisselingen in 1948, 1980 en 2013.
Ook niet koninklijke huldigingen die op een balkon plaatsvinden, zoals de huldiging van Bayern München of die van Feyenoord, worden wel "balkonscène" genoemd.
De balkonscène moet niet worden verward met de bordesscène. In Nederland is dat het moment waarop een nieuwe regering zich met de landsvorst presenteert op de trappen van het bordes.

## Romeo en Julia
In de tragedie Romeo en Julia (2e bedrijf, 2e toneel) van William Shakespeare komt ook een balkonscène voor. Julia staat op het balkon van haar huis en Romeo is de tuin in gelopen om haar te ontmoeten. Het is een van de bekendste delen uit het stuk.